# Amigos (álbum de Santana)
Amigos é o sétimo álbum de estúdio da banda americana Santana, lançado em 26 de março de 1976. Foi o primeiro álbum desde Caravanserai a aparecer nas paradas da Billboard, chegando a 10ª posição. A canção "Let It Shine" também fez sucesso, chegando a 77ª colocação na Billboard Hot 100.

## Faixas
1. "Dance Sister Dance (Baila Mi Hermana)" (Leon 'Ndugu' Chancler, Tom Coster, David Rubinson) – 8:15
2. "Take Me With You" (Chancler, Coster) – 5:26
3. "Let Me" (Carlos Santana, Coster) – 4:50
4. "Gitano" (Armando Peraza) – 6:13
5. "Tell Me Are You Tired" (Chancler, Coster) – 5:42
6. "Europa (Earth's Cry Heaven's Smile)" (Santana, Coster) – 5:06
7. "Let It Shine" (David Brown, Ray Gardner) – 5:42

## Formação
- Carlos Santana – vocais, guitarra, percussão
- David Brown – baixo
- Tom Coster – teclados, vocais
- Leon 'Ndugu' Chancler – bateria, percussão
- Armando Peraza – percussão, vocais
- Greg Walker – vocais
- Ivory Stone – vocais
- Julia Tillman Waters – vocais
- Maxine Willard Waters – vocais

| Críticas profissionais                                                      | Críticas profissionais |
| Avaliações da crítica                                                       | Avaliações da crítica  |
| Fonte                                                                       | Avaliação              |
| --------------------------------------------------------------------------- | ---------------------- |
| allmusic                                                                    | [ 2 ]                  |
| Robert Christgau                                                            | (B)                    |
| Rolling Stone                                                               | (sem avaliação)        |
| Esta tabela precisa de ser acompanhada por texto em prosa. Consulte o guia. |                        |